# Eoacmaea calamus
Eoacmaea calamus is een slakkensoort uit de familie van de Eoacmaeidae. De wetenschappelijke naam van de soort is voor het eerst geldig gepubliceerd in 1864 door Crosse & P. Fischer.